# 에픽 레코드 재팬
에픽 레코드 재팬(EPIC Records Japan)은 일본의 소니 뮤직 엔터테인먼트(SMEJ) 산하의 레코드 레이블이다.
본사는 도쿄도 미나토구 아카사카 SME 노기자카 빌딩 내에 있다.

## 내력
- 1971년 7월 - CBS 소니 레코드 주식회사가 새로운 레이블 '에픽'을 발족
- 1971년 10월 - 에픽 레이블의 일본 음악 제1탄으로 하이 소사이어티의 〈후시기나 코이노 모노가타리 / 기미오 우바우타이〉를 발매
- 1976년 3월 - 에픽 레이블의 일본 음악 부문을 폐지. CBS 소니에 통합
- 1978년 8월 - 주식회사 에픽·소니를 설립 (아사다 미요코, 아소 요코 등 CBS 소니에서 발매된 에픽의 음원은 CBS 소니에서 계속해서 관리)
- 1988년 3월 - CBS 소니에 흡수 합병
- 1991년 - CBS 소니가 현재의 소니 뮤직 엔터테인먼트로 상호변경을 하여 레이블 로고를 변경. 에픽/소니 레코드로 이름 변경.
- 1998년 10월 - '에픽/소니 레코드'에서 '에픽 레코드'로 이름 변경
- 2001년 10월 - SME의 제작 부문에서 분리되어 다시 독립하고 레이블 로고를 변경. 일본 외 음악 부문은 소니 뮤직 재판 인터내셔널(SMJI)로 이행

## 소속 음악가
- Aqua Timez
- 아타리 고스케
- 안젤라 아키
- 이키모노가카리
- 사와
- 스캔들
- 스쿨 푸드 퍼니시먼트
- 스즈키 마사유키 (전 랫츠 앤 스타)
- 스다 마사키
- 2PM
- 7!!
- 니시카와 다카노리
  - abingdon boys school
  - T.M.Revolution
- 노슬립스
- 하지메 지토세
- 하루카리
- 마츠시타 나오
- 마쓰시타 유야
- YUKI (전 쥬디 앤 마리)
- 와타나베 미사토
- 스즈키 아이리

## 소속했던 음악가
- 이스트 엔드×유리
  - 가쿠-MC
- 엘리펀트 카시마시
  - 미야모토 고지
- 오에 센리
- 오카무라 야스유키
- 갓테니 시야가레
- 가와모토 마코토
- 크리스탈 케이 (딜리셔스 델리 레코드로 이적)
- 사노 모토하루
- 샤넬즈→랫츠 앤 스타
- 쥬디 앤 마리 (해체)
- 준 스카이 워커스
- 슈퍼카 (큔 레코드로 이적 후 해체)
- 스차다라파
- 스네오헤어
- 센티멘탈 버스
- 차라 (유니버설 뮤직으로 이적)
- TM 네트워크
  - 고무로 데쓰야
- 티아
- 도쿄 스카 파라다이스 오케스트라
- 도쿄 퍼포먼스 돌
  - 시노하라 료코
- 도코로 조지
- DREAMS COME TRUE
- 나카마 유키에
- 바비 보이즈 (해체)
  - 교코
- 퍼피 (큔 레코드로 이적)
- 버블검 브라더스
- 페이레이
- 플라워 컴퍼니즈
- 마고코로 브라더스
- 야노 아키코
- 윤하 (시스터스 레코드로 이적)